# Haruka (tren)
El Haruka (はるか), es un servicio de tren operado en Japón desde 1994 por la West Japan Railway Company (JR West), sirviendo al Aeropuerto internacional de Kansai desde varias estaciones del Keihanshin. Los servicios son aproximadamente de media hora por las mañanas y tardes, y de una hora al mediodía. El principal competidor principal del Haruka es el Rapi:t de la compañía Nankai Electric Railway.

## Servicio
El Haruka se detiene en las siguientes estaciones:
- Kioto
- Takatsuki*
- Shin-Osaka
- Osaka
- Tennoji
- Izumi-Fuchu*
- Hineno*
- Aeropuerto internacional de Kansai

(*) No hay servicio de todos los trenes